# Championnat d'Allemagne de l'Ouest de Formule Junior 1961
Navigation
1960 1963
Le Championnat d'Allemagne de l'Ouest de Formule Junior 1961 a été remporté par l'Allemand Kurt Ahrens.

## Courses de la saison 1961
| no | Date         | Épreuve                                 | Lieu                 | Vainqueur      | Voiture                  | Écurie          |
| -- | ------------ | --------------------------------------- | -------------------- | -------------- | ------------------------ | --------------- |
| 1  | 30 avril     | XXIVe Grand Prix de l'Eifel             | Nürburgring          | Joseph Siffert | Lotus-Ford               | Jo Siffert      |
| 2  | 7 mai        | VIe Course de l'aérodrome de Pferdsfeld | Pferdsfeld           | Gerhard Mitter | Lotus 18 - DKW/Mitter    | Autohaus Mitter |
| 3  | 23 juin      | XIVe Course de côte de Ratisbonne       | Kelheim              | Kurt Ahrens    | Cooper T52 - Fiatr       | Kurt Ahrens Jr  |
| 4  | 30 juin      | Course de côte Roßfeld                  | Roßfeld              | Gerhard Mitter | Lotus 18 - DKW/Mitter    | Autohaus Mitter |
| 5  | 2 juillet    | XVe Norisringrennen                     | Norisring            | Kurt Ahrens    | Cooper T52 - Fiatr       | Kurt Ahrens Jr  |
| 6  | 23 juillet   | XIe Grand Prix de Solitude              | Solitude             | Trevor Taylor  | Lotus 20 - Ford/Cosworth | Team Lotus      |
| 7  | 30 juillet   | Course de côte Freiburg-Schaunsland     | Freiburg-Schaunsland | Gerhard Mitter | Lotus 18 - DKW/Mitter    | Autohaus Mitter |
| 8  | 17 septembre | Course de côte de Pirmasens             | Pirmasens            | Gerhard Mitter | Lotus 18 - DKW/Mitter    | Autohaus Mitter |
| 9  | 15 octobre   | Course de côte de Schorndorf            | Schorndorf           | Kurt Ahrens    | Cooper T52 - Fiatr       | Kurt Ahrens Jr  |

Notes: Certaines courses se disputaient en plusieurs manches. Ne sont indiqués dans ce tableau que les vainqueurs du classement cumulé.